# Marek Tukiendorf
Marek Tukiendorf (ur. 9 października 1964 w Polskiej Cerekwi, zm. 17 lipca 2019 w Opolu) – polski inżynier, profesor nauk rolniczych, nauczyciel akademicki, rektor Politechniki Opolskiej w kadencjach 2012–2016 i 2016–2019.

## Życiorys
Syn Bogusława i Jadwigi. Od początku pracy zawodowej związany z opolską uczelnią techniczną. W 1988 roku ukończył studia na Wydziale Mechanicznym Wyższej Szkoły Inżynierskiej w Opolu (obecnie Politechnika Opolska) uzyskując tytuł magistra inżyniera w specjalności maszyny i urządzenia przemysłu chemicznego i spożywczego. Na tym wydziale rozpoczął pracę jako asystent, specjalizując się w modelowaniu procesów mieszania niejednorodnych układów ziarnistych, a w szczególności przeciwdziałanie segregacji towarzyszącej takim procesom. Zajmował się także oceną rozmieszczenia cząstek w niejednorodnych złożach ziarnistych. W 1996 r. na Politechnice Łódzkiej uzyskał stopień doktora nauk technicznych w zakresie inżynierii chemicznej na podstawie rozprawy pt. Optymalizacja procesu mieszania przesypowego ziarnistych układów niejednorodnych, wykonanej pod kierunkiem prof. Janusza Bossa. W 2004 r. otrzymał stopień doktora habilitowanego nadany przez Akademię Rolniczą w Lublinie na podstawie rozprawy Modelowanie neuronowe procesów mieszania niejednorodnych układów ziarnistych. W tym samym roku otrzymał stanowisko profesora nadzwyczajnego Politechniki Opolskiej i objął kierownictwo Katedry Techniki Rolniczej i Leśnej. W 2009 roku otrzymał tytuł profesora nauk rolniczych, jako jeden z młodszych ówcześnie naukowców w Polsce. Niedługo potem objął stanowisko profesora zwyczajnego. W latach 2005–2012 pełnił funkcję prorektora ds. nauki Politechniki Opolskiej. W 2012 r. został wybrany na rektora Politechniki Opolskiej. W tym samym roku powierzono mu koordynację spraw międzynarodowych Konferencji Rektorów Polskich Uczelni Technicznych. W 2015 r. został mianowany członkiem organizacji Diplomaten International działającej na rzecz integracji europejskiej i rozwoju Unii Europejskiej. W 2016 r., otrzymując ponad 90% głosów, został wybrany na kolejną kadencję rektorską.
Pełnił funkcję wiceprzewodniczącego Konferencji Rektorów Polskich Uczelni Technicznych (KRPUT) oraz Przewodniczącego Komisji Stałej ds. Współpracy Międzynarodowej w Konferencji Rektorów Akademickich Szkół Polskich (KRASP).
Trzykrotnie nagrodzony Laurem Umiejętności i Kompetencji Opolskiej Izby Gospodarczej za wkład w rozwój lokalnego środowiska akademickiego. W 2010 r. otrzymał Medal Komisji Edukacji Narodowej. Ponadto został nagrodzony medalami przez Uniwersytet w Brnie i Politechnikę w Braganzy. Otrzymał tytuł Zasłużonego obywatela Opola. W 2017 r. nadano mu tytuł Honorowego obywatelem gminy Polska Cerekiew.
Zmarł śmiercią samobójczą. Pochowany na cmentarzu w Czarnowąsach.
17 lipca 2020 r. w uhonorowaniu zasług profesora Marka Tukiendorfa na rzecz rozwoju opolskiej nauki i przemysłu jego imię nadano Parkowi Naukowo-Technologicznemu w Opolu.

## Współpraca międzynarodowa
Był pełnomocnikiem rektora Politechniki Opolskiej ds. powstania – Instytut Konfucjusza w Opolu. W czasie gdy był rektorem Politechniki Opolskiej zorganizowała ona konferencję międzynarodową „One Belt, One Road”, a profesor Tukiendorf reprezentował polską stronę w kierownictwie polsko-chińskiego konsorcjum akademickiego mające na celu wspólne powadzenie badań naukowych w ramach programu „One Belt One Road”. Współdzielił funkcję przewodniczącego polsko-chińskiego konsorcjum akademickiego (Sino-Polish University Consortium) zrzeszającego 14 chińskich i 12 polskich uczelni. W 2016 r., z rąk wicepremier Chin – Liu Yandonga, otrzymał wyróżnienie Individual Performance Excellence Award za zasługi dla Instytutu Konfucjusza. W grudniu 2017 r. został Honorowym Profesorem Politechniki Pekińskiej.
W 2015 r. został mianowany członkiem organizacji Diplomaten International działającej na rzecz integracji europejskiej i rozwoju Unii Europejskiej.
Był członkiem rady klastra doskonałości MERGE (Federal Cluster of Excellence MERGE). Inicjator i współorganizator polsko-niemieckiej konferencji Bridge 2016.
Pomysłodawca konsorcjum naukowego Politechniki Opolskiej z Instytutem Fraunhofera w partnerstwie z Parkiem Naukowo-Technologicznym w Opolu, w wyniku którego powstał Fraunhofer Project Center for Advanced Lightweight Technologies FPC ALighT. Uroczystość otwarcia FPC ALighT, w której udział wzięły władze kraju i regionu oraz polsko-niemieckiego środowiska naukowego, przemysłu oraz dyplomacji odbyła się 6 września 2018 r. na Politechnice Opolskiej. Oddział ten jest pierwszym w Polsce przedstawicielstwem Instytutu Fraunhofera będącego jednym z najważniejszych europejskich ośrodków badawczych wspierających przemysł w oparciu o autorskie wdrożenia oraz rozwiązania technologiczne. Partnerem projektu jest Uniwersytet Techniczny w Chemnitz. Funkcjonujące na świecie 72 oddziały Instytutu Fraunhofera specjalizują się we właściwej dla siebie dziedzinie. Obok głównego profilu badawczego FPC ALighT związanego z odchudzaniem materiałów używanych w motoryzacji, lotnictwie i inżynierii lądowej, realizowane są również badanie związane z przetwórstwem węgla, kolejnictwem, przemysłem metalowym oraz elektromobilnością.

## Działalność społeczna
Politechnika Opolska w trakcie kadencji rektorskiej Marka Tukiendorfa pozyskała blisko 40 partnerów z otoczenia społecznego dla Politechniki Opolskiej, w tym szkoły, instytucje kultury, przedsiębiorstwa i kluczowe urzędy państwowe. W trakcie jego kadencji na uczelni zainicjowano Akademię Młodych Serc dla osób w wieku 45+, a także Akademię Zdrowia Pracownika. Profesor angażował się w działalność charytatywną, organizując na uczelni zbiórki dla potrzebujących i sam dając przykład pomocy. Był zaangażowany w sprawy rozwoju bazy sportowej i wsparcia młodzieży, dzięki czemu w latach 2012–2015 Akademicki Związek Sportowy Politechniki Opolskiej awansował w klasyfikacji generalnej z 18. na 5. miejsce w Polsce. Profesor Tukiendorf zasiadał też w zarządzie Kapituły Odnowy Katedry Opolskiej.